# (616) Elly
(616) Elly es un asteroide perteneciente al cinturón de asteroides descubierto el 17 de octubre de 1906 por August Kopff desde el observatorio de Heidelberg-Königstuhl, Alemania.
Está nombrado en honor de Elly Boehm.
Forma parte de la familia asteroidal de María.